# Johan Erik Johansson
Johan Erik (Jöns) Johansson, född 22 mars 1862 i Skultuna församling, Västmanland, död 31 mars 1938 i Stockholm, var en svensk fysiolog. Han var professor vid Karolinska Institutet från 1901 och deltog i början av 1900-talet som expert i en stor mängd statliga kommittéer kring folkhälsofrågor.
Johansson blev student vid Uppsala universitet 1879, medicine licentiat 1889, medicine doktor 1890, docent vid Karolinska Institutet (KI) 1890, laborator 1891 och 1901 professor i fysiologi vid KI.

## Forskningsinsatser
Johansson ägnade sin vetenskapliga forskning först åt blodomloppets fysiologi, inom vilken han bland annat bearbetade kärlinnervationen (i gradualavhandlingen 1890) och frågan om orsaken till stegringen av hjärtslagens antal vid muskelarbete (i Skandinavisches Archiv für Physiologie, 1893). Senare bearbetade han läran om ämnesomsättningen hos människan och offentliggjorde 1896–1909 på detta område i nyss nämnda tidskrift en lång serie viktiga undersökningar, för vilka han av Svenska läkarsällskapet två gånger erhöll pris. Johanssons viktigaste inlägg på ämnesomsättningens område har varit undersökningen av de faktorer, som bestämmer energiomsättningen i
muskeln vid de olika verksamhetssätt, som ingå i de vanliga kroppsrörelserna, samt påvisandet att druvsocker och fruktsocker förhåller sig olika vid omsättningen i kroppen och att vid samtidig inverkan av flera faktorer på ämnesomsättningen dessa faktorer verkar additivt. Under första världskrigets krisår utförde han för tidens kommissioner en del utredningar: Näringsvärdet hos s.k. härdadt fett (se Svenska läkaresällskapets förhandlingar 1918), Träcellulosans tillgodogörande i tarmkanalen (ibid., 1918), varvid han fick ett negativt resultat samt avstyrkte användningen av detta mjölsurrogat; Befolkningens näringsbehof i jämförelse med landets totala lifsmedelsproduktion.
Om Johanssons framstående förmåga att behandla statistiska uppgifter bär hans i förening med Frans Westermark utförda undersökning om några av de faktorer, som inverka på fostrets vikt, längd och huvudomkrets (i ovannämnda tidskrift 1897), ävensom hans utredning av lungsotens frekvens i Sverige (1907) samt hans bearbetning av medicinalstatistiken i Medicinalstyrelsens årsberättelse (från 1900) fullgoda vittnesbörd. 1911 upphörde han att biträda Medicinalstyrelsen vid statistiska arbeten, men biträdde den 1917–1919 i utspisningsfrågor; 1914–1915 och under den "fortsatta hungerblockaden" 1919 studerade han näringstillståndet i Tyskland (redovisat i Svenska läkaresällskapets förhandlingar 1915 och 1919 och Hygiea 1919).
Johansson har lämnat värdefulla utredningar i lungsotskommitténs betänkande 1907, 1908 (Behofvet af vårdanstalter för lungsotspatienter, Lungsotsdödligheten i Sverige 1901-05) och även i reglementeringskommitténs betänkande 1910 (Statistisk utredning ang. reglementeringen i Stockholm 1859-1905 och De smittosamma könssjukdomarna i Sverige 1822-1906). Som ledamot av sistnämnda kommitté yrkade han på reglementeringssystemets avskaffande och motsatte sig varje form av kriminalisering av prostitutionen. Hans Reglementeringen i Stockholm (1913) utkom i fransk översättning i Genève 1919.

## Offentliga uppdrag
Från 1900 var Johansson Fångvårdsstyrelsens hygieniska biträde. Han var ledamot av Veterinärhögskolans styrelse 1903–1912 och åter från 1923, ledamot av direktionen över Gymnastiska centralinstitutet (GCI) från 1904 (ordförande från 1920), ledamot av reglementeringskommittén (1904–1910) och lungsotskommittén (1905–1908) samt av kommittén för omorganisationen av GCI (1910–1912).

## Övrigt
Johansson biträdde vid redigeringen av medicinska avdelningen i Nordisk familjeboks 2:a upplaga och har för nämnda verk även författat ett stort antal artiklar. I Karolinska medico-kirurgiska institutets historia (1910) skrev han om Fysiologiska institutionen.
År 1910 blev han ledamot av Vetenskapsakademien, ledamot av Fysiografiska sällskapet i Lund 1921, juris hedersdoktor i Edinburgh 1923 och hederssenator vid Tekniska högskolan i Dresden 1923.
Han var ledamot av Medicinska Nobelkommittén från 1904, och dess ordförande från 1918.
Johan Erik Johansson är gravsatt på Norra begravningsplatsen utanför Stockholm. Han var morbror till professor Harald Riesenfeld.

## Utmärkelser
- Kommendör av första klassen av Nordstjärneorden, 16 juni 1928.[8]
- Kommendör av andra klassen av Nordstjärneorden, 6 juni 1921.[9]
- Riddare av Nordstjärneorden, 1909.[10]
- Kommendör av Belgiska Kronorden, tidigast 1925 och senast 1928.[11][12]